# Faust aux enfers
Faust aux enfers, llançat als Estats Units com The Damnation of Faust i al Regne Unit com The Condemnation of Faust, és un curtmetratge mut francès del 1903 dirigit per Georges Méliès.

## Producció
Méliès havia filmat anteriorment dues adaptacions més de la llegenda de Faust: Faust et Marguerite (1897) i La Damnation de Faust (1898). Faust aux enfers de 1903 va ser la seva tercera versió. El 1904 faria una quarta i última adaptació directa, Damnation du docteur Faust, però les seves pel·lícules posteriors Les Quatre Cents Farces du diable (1905) i Le Chevalier des neiges (1912) també s'inspiren en la llegenda. Segons el catàleg americà de Méliès, la inspiració directa per a la versió de 1903 va ser l'obra musical d'Hector Berlioz La damnation de Faust.
Méliès interpreta Mefistòfil a la pel·lícula. Els dimonis emmascarats que ballen tenen els mateixos vestits que els de Le Cake-walk infernal, una pel·lícula de Méliès feta a principis de 1903. L'elaborat l'escenari pintat per la pel·lícula s'aprofita de les tècniques de la maquinària escènica, inclosa l'escenografia rodant tant horitzontalment com verticalment; el sisè quadre es va dissenyar perquè el conjunt pogués desmuntar-se repetidament per mostrar noves capes, permetent a Méliès mostrar Faust i Mefistòfeles avançant sense haver de moure la seva pesada càmera. Altres efectes especials utilitzats a la pel·lícula inclouen pirotècnia, escamoteigs, superposició sobre fons negres i fosa.

## Estrena i recepció
La pel·lícula va ser estrenada per la Star Film Company de Méliès i està numerada del 527 al 533 als seus catàlegs. L'11 de desembre de 1903, la pel·lícula va ser registrada per als drets d'autor nord-americà a la Biblioteca del Congrés dels Estats Units. El catàleg nord-americà de Méliès de 1905 anunciava la pel·lícula com "una gran fantasia fantàstica en 15 quadres en moviment, inspirada en el famós poema de la cançó de Berlioz", i va assenyalar que els expositors podrien precedir-la amb Faust et Marguerite de 1904: ""La nostra pel·lícula núm. 562, 'Faust and Marguerite', que ha tingut un èxit sense precedents, constitueix un inici natural per al tema anterior." A més del blanc i negre impresa, una versió de la pel·lícula colorida a mà també estava disponible a un preu més elevat.
Una publicació de 1981 sobre les pel·lícules de Méliès del Centre National du Cinéma comentava que, tot i que la seqüència del ballet és inadvertidament còmica, la resta de la pel·lícula és "dramàtica i expressionista", amb els dimonis que ballen creant un efecte "molt modern". L'estudiosa del cinema Elizabeth Ezra va destacar el descens als inferns i la seqüència de ballet com a primers exemples cinematogràfics del tilt shot i la inserció no diegètica, respectivament.